# Coleophora lugduniella
Coleophora lugduniella é uma espécie de mariposa do gênero Coleophora pertencente à família Coleophoridae.